# Polityka antynatalistyczna
Polityka antynatalistyczna – polityka ludnościowa nastawiona na ograniczanie liczby urodzeń i zmniejszanie tempa przyrostu naturalnego. Polityka antynatalistyczna uległa spopularyzowaniu w drugiej połowie XX wieku w krajach o wysokim tempie przyrostu naturalnego w wyniku rozpowszechnianych opinii o możliwości przeludnienia naszego globu. Działania z zakresu polityki antynatalistycznej prowadziły kraje o największym w świecie potencjale demograficznym: Chiny i Indie. W Chinach polityka ta posługiwała się także środkami administracyjnymi (m.in. ustalanie przez władze dopuszczalnej liczby dzieci w rodzinach, którym zapewniano zaopatrzenie w towary reglamentowane i dostęp do różnych świadczeń). Obecnie okazuje się, że Chiny, poprzez stosowanie polityki antynatalistycznej, stoją już w obliczu zagrożeń związanych z pogarszaniem struktury wiekowej – szybkim starzeniem się ludności.